# 木村剛 (医師)
木村 剛（きむら たけし）は、日本の医師。京都大学医学部附属病院循環器内科教授。

## 経歴
- 1981年3月、京都大学医学部卒業
- 1981年6月、京都大学内科入局
- 1982年6月、小倉記念病院（研修）
- 1983年6月、小倉記念病院循環器科、延吉正清に師事
- 2002年8月、京都大学大学院医学研究科循環器内科学助教授
- 2009年5月、京都大学大学院医学研究科循環器内科学教授

## 業績
j-Cypherレジストリー、Current ASレジストリーなどの登録研究の他*にRESET研究などのランダム化比較試験を主導した。欧米に劣っていた日本の臨床研究を大きく進めたとされる。